# His First Case (film 1913)
His First Case è un cortometraggio muto del 1913 diretto da Lorimer Johnston. Basato su soggetto di Willis Sayre, il film fu prodotto dalla American Film Manufacturing Company e distribuito dalla Mutual Film. Aveva come interpreti Vivian Rich, Harry von Meter, Jack Richardson, Jacques Jaccard.

## Trama
Don McDonald, un giovane laureato in giurisprudenza, è fidanzato con Clara Johnson, ma il padre della ragazza nega il suo consenso alle nozze finché Don non riuscirà a vincere una causa in tribunale. Il giovane, a corto di clienti, trova l'occasione per vincere la sfida lanciatagli dal vecchio Johnson proprio quando è il padre di Clara a doversi difendere da un'accusa di omicidio. Johnson, dopo aver giocato a poker tutta la notte ed aver perso denaro e orologio con due lestofanti, si è addormentato al tavolo da gioco. I due, litigando per il malloppo, perdono le staffe e uno dei truffatori spara all'altro, uccidendolo. Poi, accusa Johnson del delitto. Al processo, Don - alla sua prima causa - si dimostra così brillante, che riesce a smontare il castello di bugie del baro assassino, facendo assolvere Johnson e, ottenendo in questo modo, anche la mano della sua innamorata.

## Produzione
Il film fu prodotto dalla Flying A (American Film Manufacturing Company).

## Distribuzione
Distribuito dalla Mutual, il film - un cortometraggio in una bobina - uscì nelle sale cinematografiche statunitensi l'11 dicembre 1913.